# Troldmandens nevø
|  | Denne artikel handler om bogen. For artiklen om filmen, se Narnia: Troldmandens Nevø (film) |
Troldmandens nevø (originaltitel: The Magician's Nephew) er første bind ud af de 7 i C.S. Lewis' fantasy-serie om det fortryllede land Narnia.
Bogen er oprindeligt udgivet i 1955, og blev første gang udgivet på dansk i 1968 på Frimods forlag af P.H. Lange, og i genoversættelse 1981 af Niels Søndergaard på Borgens Forlag.

## Handling
Bogen starter i England omkring år 1900, hvor Digory bor hos sin onkel og tante, fordi hans mor er syg. Sammen med vennen Polly bliver de lokket af Digorys onkel til at røre ved nogle magiske ringe, som fører børnene til en skov i et andet univers. Fra denne skov kan børnene rejse ind og ud af andre verdener, og de møder heksen Jadis, som ønsker at underlægge sig vores verden.
Så langt når hun imidlertid ikke før både hun, børnene og flere andre personer bliver trukket ind i en ny, tom verden. Her oplever de Narnias skabelse og møder Aslan, og de kommer alle hver især til at spille en rolle for det unge Narnia, på meget forskellige måder.